# Стан (Могилёвская область)
Стан (бел. Стан) — деревня в составе Добровского сельсовета Горецкого района Могилёвской области Республики Беларусь.

## Население
- 1999 год — 299 человек
- 2010 год — 217 человек